# Trinomys eliasi
Trinomys eliasi är en gnagare i familjen lansråttor som förekommer i Brasilien. Populationen listades en längre tid som underart till Trinomys iheringi och sedan året 2000 godkänns den som art.

## Utseende
Djuret är med en kroppslängd (huvud och bål) av 18,6 till 21,5 cm, en svanslängd av 18,1 till 23,1 cm och en vikt av 124 till 262 g en stor medlem i släktet Trinomys. Bakfötterna är 4,7 till 5,5 cm långa och öronen är 2,5 till 3,1 cm stora. I pälsen på ovansidan är cirka 2,3 cm långa och 0,2 cm breda taggar inblandade som är vit till ljusbruna nära roten och svart vid spetsen. Mjuka delar av pälsen har på ovansidan en olivbrun till kanelbrun färg. Det finns en tydlig gräns mot den vita undersidan.

## Utbredning
Arten lever endemisk i norra delen av delstaten Rio de Janeiro i Brasilien. Den vistas i det sandiga låglandet nära kusten. Regionen är främst täckt av torra skogar men det finns även städsegröna skogar. Trinomys eliasi rör sig i den täta undervegetationen bland rötter och omkullkastade träd.

## Ekologi
Individerna är aktiva mellan skymningen och gryningen. Honor kan para sig hela nästan året och per år föds upp till fyra kullar. Den första framgångsrika parningen sker hos hannar efter fem månader och hos honor efter åtta månader. Livslängden i naturen är cirka 30 månader. Trinomys eliasi jagas främst av stora pungråttor.

## Status
Arten har ett begränsat utbredningsområde och beståndet hotas i viss mån av habitatförändringar. Djuret förekommer i Jurubatiba nationalpark. IUCN listar arten som nära hotad (NT).